# Chutes Baker
Les chutes Baker, en singhalais බේකර්ස් ඇල්ල, en anglais Baker's Falls, sont un ensemble de cascades du Sri Lanka, dans le parc national de Horton Plains dont elles constituent une attraction touristique majeure. Elles tiennent leur nom occidental de Samuel White Baker, explorateur et naturaliste britannique.